# 福祉

OECD各国のGDPにおける社会的支出割合（公費および私費）

福祉（ふくし）とは、「幸福(幸せ)」、「公的扶助やサービスによる生活の安定、充足」のこと。後者は原義から派生した意味であり、英語では「welfare」と翻訳される。中国語における「福祉」は「幸福(幸せ)」という原義のまま使われる。

## 社会福祉
社会福祉（しゃかいふくし、social-welfare）とは、狭義に事務的な基本的人権(特に生存権)の保障の観点から生活困窮者の生活保障や心身に障害等があり支援や介助を必要とする人への支援を行う公的サービスをいう。また、広義には全国民を対象に一般的な生活問題の解決を目指す取り組みを社会福祉という。
国民の生存権の保障（生活の安定や健康の確保など）を目的とする制度を社会保障制度 (social security system) という。社会保障は欧米では所得保障という意味で用いられる事が多い。一方日本では社会保障は社会福祉サービスも含む概念として用いられている。日本では公的扶助･社会福祉･社会保険･公衆衛生及び医療･老人保健を総称して狭義の社会保障とする。さらに狭義の社会保障に恩給及び戦争犠牲者援護を含めて広義の社会保障とある。

### 供給主体
社会福祉の供給主体は「家属」「政府」「市場」があり3つに大きく分ける事が出来る。政府以外で担い手としてコミュニティ･企業活動のうち収益活動以外の活動･生活協同組合･労組･社会福祉法人･医療法人･宗教団体･NPO･その他の公益法人･ボランティアなど多様な主体があるが捉え方や位置づけは国によって異なる。アングロサクソン諸国（アメリカ合衆国等）ではそれらは市場の一員とみている。公共部門が嫌悪され民間が賛美される上に財源が寄附金で賄われているという事も大きい。北欧諸国（ノルディック）ではそれらは政府の役目であるとみなされる。高福祉政策に肯定的な雰囲気と共に財源が政府一般税収に依存していることもある。大陸ヨーロッパ諸国（コンチネンタル）では市民社会の一員である。福祉の供給の大部分を担っているのは「家族」である。家族や親族･近隣の相互扶助で機能を果たせなくなった部分を制度や機構として政府などが担う。日本では供給を「家族」を中心とする保守主義を中心としながらも「市場」からの自由主義を混合して構成されている。イスラム世界ではザカートやサダカと呼ばれる喜捨により集めた金銭を社会福祉に利用している｡イスラム教を国教とする国では宗教団体に代わって政府が制度を運用している。

### 国際的な取り組み
1980年1月30日、国連は1981年を国際障害者年とする事を決議した。テーマは「完全参加と平等」とされた。障害に対する考え方を「助けられるもの」から「自立を支援するもの」への大転換を目指すものであった。1983年から1992年を国連障害者の10年とし、その行動計画を充実させ、さらにアジア・太平洋各国は1993年から2002年までをアジア太平洋地域障害者の10年としてその定着を進めた。この中で、福祉の理念の一つとしてノーマライゼーションという言葉が強調され始めた。その後、インクルージョン（包摂）という言葉が新しい理念として強調され始める。

## 各国の社会福祉

OECD各国のGDPにおける社会的支出割合（%、種類別）

OECD Social Expenditure Databaseに於いては、社会的支出を以下の9分類にて集計している。
高齢者（Old-age）
老齢年金、早期退職年金、在宅および施設介護サービス
遺族（Survivors）
遺族年金および葬儀支出
障害者（Incapacity-related benefits）
ケア、障害者援助、労災傷病援助、傷病手当金
保健（Health）
外来および入院ケア、医療用品、疾病予防
家族（Family）
児童手当と融資、育児支援、育児休業支援、片親支援
積極的労働政策（Active labour market policies）
雇用サービス、職業訓練、障者害就業支援、直接雇用創出、起業支援
失業（Unemployment）
失業給付、早期退職支援
住宅（Housing）
住宅手当、賃貸住宅補助金
その他（Other social policy areas）
その他、低収入家庭への補助、食料補助金など

### イギリス
イギリスでは1601年のエリザベス救貧法により個別に実施されていた救貧行政は教区ごとに単位化された。そして貧しい人民に対し労働能力に応じた対応を行った。また扶養義務者のいない児童に対しては徒弟奉公を行うことによって対策を講じた。
1782年、有能貧民の雇用あっせんや院外救済を内容とするギルバート法が制定された。
1834年には新救貧法が制定された。この新救貧法はトマス・ロバート・マルサスの「人口の原理」（1798年）の影響を強く受けており、救済水準の全国一律化、救済方法の限定（ワークハウスへの収容）、劣等処遇の原則などを内容とした。この新救民法による貧困層に対する公的救済の厳しい管理は1948年に国家扶助法が制定されるまで続いた。

### アメリカ合衆国
アメリカでは1647年にロードアイランドで植民地救貧法が制定された。また1683年にはニューヨークで救貧法が制定された。
1877年、バッファローに慈善組織協会が設立された。
1935年、ニューディール政策の一環として社会保障法が制定された。社会保障法により連邦直営の老齢遺族年金、州営失業保険、公的扶助、福祉事業に対する州政府の補助金などが整備された。

### 日本
日本の社会福祉の歴史は、聖徳太子が建立し現在もその名が残る「悲田院」などの救済施設まで溯ることができる。また、律令時代には天皇による賑恤（賑給）制度があった。
日本において英国の救貧法と同種の初めての統一的法令は、明治7年（1874年）の恤救規則であった。また、昭和4年（1929年）には救護法、戦後には生活保護法が成立し、生存権の法整備が進められた。
八巻正治は自著『聖書とハンディキャップ』の中で「高度に発達した今日のわが国の社会福祉は、それゆえに、ややもすると物質主義に陥ってしまい、それがために内面に位置づく＜福祉の心＞を次第に軽視しはじめ、逆に、表面的な福祉制度や施策・保障といったものが、それを真に必要としている人々をコントロールしているかのごとき悲しむべき現状があります。」と指摘している。

### 公的支出
|                | メキシコ | 韓国 | チリ | カナダ | 豪州 | 米国 | スイス | OECD平均 | ノルウェー | 英国 | 日本 | オランダ | ドイツ | スペイン | スウェーデン | イタリア | フィンランド | デンマーク | フランス |
| -------------- | -------- | ---- | ---- | ------ | ---- | ---- | ------ | -------- | ---------- | ---- | ---- | -------- | ------ | -------- | ------------ | -------- | ------------ | ---------- | -------- |
| 高齢者         | 1.6      | 2.1  | 2.6  | 4.0    | 5.0  | 6.0  | 6.5    | 7.4      | 7.1        | 6.1  | 10.4 | 6.2      | 8.6    | 8.9      | 9.4          | 13.4     | 10.6         | 8.4        | 12.5     |
| 遺族           | 0.3      | 0.3  | 0.7  | 0.3    | 0.2  | 0.7  | 0.3    | 1.0      | 0.3        | 0.1  | 1.4  | 0.2      | 2.0    | 2.3      | 0.4          | 2.6      | 0.9          | 0.0        | 1.7      |
| 障害者         | 0.1      | 0.5  | 0.8  | 0.8    | 2.6  | 1.4  | 2.6    | 2.2      | 3.9        | 2.5  | 1.0  | 3.3      | 2.0    | 2.6      | 4.3          | 1.8      | 4.0          | 4.7        | 1.7      |
| 保健           | 2.8      | 4.0  | 3.2  | 7.2    | 5.8  | 8.0  | 6.5    | 6.2      | 5.6        | 7.7  | 7.7  | 7.9      | 8.0    | 6.8      | 6.7          | 7.0      | 5.7          | 6.7        | 8.6      |
| 家族           | 1.1      | 0.9  | 1.3  | 1.2    | 2.8  | 0.7  | 1.4    | 2.2      | 3.1        | 4.0  | 1.4  | 1.6      | 2.2    | 1.4      | 3.6          | 1.5      | 3.2          | 4.0        | 2.9      |
| 積極的労働政策 | 0.0      | 0.3  | 0.3  | 0.2    | 0.3  | 0.1  | 0.6    | 0.5      | 0.6        | 0.4  | 0.2  | 1.1      | 0.8    | 0.9      | 1.2          | 0.4      | 1.0          | 2.2        | 0.9      |
| 失業           | N/A      | 0.3  | 0.0  | 0.7    | 0.5  | 0.8  | 0.6    | 1.0      | 0.4        | 0.4  | 0.3  | 1.5      | 1.2    | 3.5      | 0.4          | 0.8      | 1.7          | 2.2        | 1.6      |
| 住宅           | 1.1      | N/A  | 1.0  | 0.3    | 0.3  | 0.3  | 0.1    | 0.4      | 0.2        | 1.5  | 0.1  | 0.4      | 0.6    | 0.2      | 0.4          | 0.0      | 0.5          | 0.7        | 0.8      |
| その他         | 0.8      | 0.6  | 0.3  | 2.6    | 0.3  | 0.9  | 0.7    | 0.5      | 0.7        | 0.2  | 0.5  | 1.3      | 0.2    | 0.2      | 0.7          | 0.0      | 0.8          | 1.0        | 0.6      |
| 計             | 7.7      | 9.0  | 10.1 | 17.4   | 17.8 | 19.0 | 19.3   | 21.4     | 21.8       | 22.7 | 23.1 | 23.5     | 25.5   | 26.8     | 27.2         | 27.5     | 28.3         | 30.1       | 31.4     |

### 私的支出
|        | メキシコ | スペイン | イタリア | ノルウェー | スウェーデン | フィンランド | 韓国 | ドイツ | イスラエル | OECD 平均 | スウェーデン | 豪州 | 日本 | フランス | カナダ | デンマーク | 英国 | オランダ | 米国 |
| ------ | -------- | -------- | -------- | ---------- | ------------ | ------------ | ---- | ------ | ---------- | --------- | ------------ | ---- | ---- | -------- | ------ | ---------- | ---- | -------- | ---- |
| 高齢者 | N/A      | 0        | 0.3      | 0.7        | 0            | 0.2          | 0.1  | 0.8    | N/A        | 1.6       | 2.6          | 2.1  | 2.7  | 0.1      | 3.3    | 4.7        | 4.5  | 4.3      | 4.5  |
| 障害者 | N/A      | N/A      | 0        | 0.2        | 0            | 0.7          | 0    | 0.1    | N/A        | 0.3       | 0.2          | N/A  | N/A  | 0.8      | N/A    | 0          | 0.4  | 0.4      | 0.3  |
| 保健   | 0.2      | 0.5      | 0.1      | N/A        | 0.9          | 0.2          | 0.1  | 1.1    | 0.8        | 0.7       | 0            | 0.8  | 0.2  | 1.5      | 1.3    | 0.2        | 0.3  | 0.6      | 5.8  |
| その他 | N/A      | N/A      | 0.4      | N/A        | 0.1          | 0.1          | 1.4  | 0      | N/A        | 1         | 0            | 0    | 0    | 0.9      | 0      | 0          | 0    | 1.4      | 0    |
| 計     | 0.2      | 0.5      | 0.8      | 0.9        | 1.0          | 1.2          | 1.5  | 2      | 2.1        | 2.2       | 2.8          | 2.9  | 3    | 3.3      | 4.6    | 4.9        | 5.3  | 6.8      | 10.5 |

## 年表
- 6世紀：聖徳太子が悲田院を設置。四天王寺に四箇院として施薬院、悲田院・敬田院・療病院を建てた[13]。
- 8世紀：施薬院設置
- 13世紀：西大寺の叡尊による非人救済[13]
- 1531年：救貧法、英国
- 1871年：瓜生岩子、深川の佐倉藩の孤児老人収容所「救養会所」視察し、救民運動始める
- 1872年：東京府養育院 設立。赤帽子三楽（斎藤芳次郎）、貧民救済始める[14]
- 1873年：小野慈善院（現在：「陽風園」、金沢市） 設立[15]
- 1874年：恤救規則
- 1878年：社会主義者鎮圧法、ドイツ
- 1883年：疾病保険、ドイツ
- 1884年：災害保険、ドイツ
- 1889年：障害老齢保険、ドイツ
- 1890年：スウェーデン、高齢化社会
- 1892年：｢陸軍軍人傷痍疾病恩給等差例｣（陸軍省陸達第96号）
- 1895年：聖ヒルダ養老院[16] 設立
- 1919年：ヴァイマル憲法制定
- 1923年：恩給法
- 1926年：幼稚園令
- 1929年：救護法
- 1938年：幼稚園に対する要領
- 1942年：ベヴァリッジ報告、英国
- 1946年：日本国憲法公布
- 1947年：児童福祉法制定
  - 教育基本法制定
  - 学校教育法制定
- 1948年：｢保育要領｣文部省
  - 世界人権宣言 採択
  - 民生委員法
- 1949年：身体障害者福祉法
- 1950年：｢保育所運営要領｣厚生省
  - 生活保護法
  - 精神保健福祉法
- 1956年：幼稚園教育要領
- 1960年：知的障害者福祉法
- 1961年：国民皆保険
- 1963年：老人福祉法制定
- 1964年：母子福祉法制定（のちに母子及び父子並びに寡婦福祉法に改正）
- 1965年：母子保健法改正：母子健康手帳
- 1970年：障害者基本法制定
- 1971年：児童手当法
- 1982年：スウェーデン、高齢社会。｢社会サービス法（SoL：Socialtjänstlagen）｣制定
- 1983年：スウェーデン、｢保険･医療サービス法（HsL：Hälso- och sjukvårdslagen）｣制定
- 1987年：社会福祉士及び介護福祉士法制定
- 1989年：高齢者保健福祉推進10ヵ年戦略（ゴールドプラン）制定
  - 児童の権利に関する条約採択
- 1992年1月：スウェーデン エーデル改革
- 1994年：新ゴールド・プラン、エンゼル・プラン
- 1996年：人責任･就労機会調停法（PRWORA, Personal Responsibility and Work Opportunity Act）アメリカ合衆国
- 1997年：精神保健福祉士法制定
- 1998年：特定非営利活動促進法制定
- 1999年：ゴールドプラン21、新エンゼル・プラン
  - 任意後見契約に関する法律
- 2000年：介護保険法
- 2001年：国際生活機能分類（ICF）、世界保健機関
  - 待機児童ゼロ作戦
- 2002年：身体障害者補助犬法制定
- 2003年：｢2015年の高齢者介護[17]｣、少子化対策プラスワン
  - 少子化社会対策基本法施行
  - 同年1年次入学生より、高等学校の専門教科に「福祉」が追加される。
- 2004年：発達障害者支援法
  - スウェーデン、ケアの質と技術の開発委員会（Kompetensstegen）
- 2005年：障害者自立支援法制定
  - 高齢者虐待防止法
- 2005年 - 2009年：子ども・子育て応援プラン
- 2006年：障害者権利条約採択
- 2008年：新待機児童ゼロ作戦
- 2010年：子ども・子育てビジョン
- 2011年：障害者虐待防止法
- 2012年：障害者総合支援法成立
- 2013年：生活困窮者自立支援法
- 2018年：障害者差別解消法